# سفارة سويسرا في إيران
سفارة سويسرا في إيران هي أرفع تمثيل دبلوماسي لدولة سويسرا لدى إيران. تقع السفارة في طهران وهي تهدف لتعزيز المصالح السويسرية في إيران.

## وصلات خارجية
- الموقع الرسمي
- قائمة سفارات سويسرا
- قائمة السفارات في إيران